# Woman Obsessed
Woman Obsessed is een Amerikaanse dramafilm uit 1959 onder regie van Henry Hathaway. Destijds werd de film in Nederland uitgebracht onder de titel Van hartstocht bezeten.

## Verhaal
De eerste man van Mary Sharron is omgekomen in een bosbrand. Tegenwoordig woont ze met haar tweede man in de eenzame wildernis van Canada. Haar man dwingt het zoontje uit haar eerste huwelijk toe te kijken, wanneer hij een hert vilt. Vanaf dat ogenblik wil Mary haar zoon beschermen tegen haar echtgenoot.

## Rolverdeling
| Acteur              | Personage         |
| ------------------- | ----------------- |
| Susan Hayward       | Mary Sharron      |
| Stephen Boyd        | Fred Carter       |
| Barbara Nichols     | Mayme Radzevitch  |
| Dennis Holmes       | Robbie Sharron    |
| Theodore Bikel      | Dr. R.W. Gibbs    |
| Ken Scott           | Sergeant Le Moyne |
| James Philbrook     | Henri             |
| Florence MacMichael | Bedelia Gibbs     |